# Ашимбаева, Наталья Туймебаевна
Ната́лья Туймеба́евна Ашимба́ева (род. 12 июня 1944 года, Ленинград) — филолог, литературовед, достоевист, директор петербургского литературно-мемориального музея Ф. М. Достоевского. Заслуженный работник культуры Российской Федерации (2008).

## Биография
Отец — Ашимбаев Туймебай, участник Великой Отечественной войны и обороны Ленинграда, академик АН КазССР. Мать — Голубева Александра Константиновна (1919—2010).
В 1961 году закончила 217 среднюю школу (б. Петришуле) Куйбышевского р-на, города Ленинграда.
В 1968 году окончила филологический факультет Ленинградского государственного университета по специальности «филолог-русист». В 1985 году при кафедре русской литературы ЛГУ защитила диссертацию на тему «Русская классическая литература в критике И. Анненского». Кандидат филологических наук, доцент.
С 1969 по 1977 год — научный сотрудник Литературно-мемориального музея Ф. М. Достоевского.
С 1977 по 1994 год — учёный секретарь комиссии АН СССР по изучению художественного творчества (председатель Б. С. Мейлах), научный сотрудник в Музее-квартире А. Блока, преподаватель кафедры литературы в Институте культуры им. Н. К. Крупской.
С 1994 года — директор петербургского литературно-мемориального музея Ф. М. Достоевского.
Директор Общественного благотворительного фонда друзей Музея Ф. М. Достоевского.
Автор более 20 публикаций, книг «И. Анненский. Книги отражений» (1979), «Властитель дум. Русская критика конца XIX—XX вв. о Достоевском» (1997), «Достоевский. Контекст творчества и времени» (2005), «Достоевский и мировая культура» (2012), «Достоевский: Философское мышление, взгляд писателя» (2013, в соавторстве), «Достоевский. Контексты слов» (2014).

## Номинации и награды
- Заслуженный работник культуры Российской Федерации (11 апреля 2008 года) — за заслуги в области культуры и многолетнюю плодотворную работу[9].
- Обладатель специального приза в номинации «Культура» на петербургском конкурсе «Женщина года»[10][11].
- Лауреат премии Правительства Санкт-Петербурга 2009 года во вновь учреждённой номинации «За достижения в области музейного дела»[12].
- Благодарность Законодательного Собрания Санкт-Петербурга (2 ноября 2011 года) — за существенный личный вклад в развитие культуры и музейного дела в Санкт-Петербурге, а также в связи с 40-летием со дня основания Санкт-Петербургского государственного учреждения культуры «Литературно-мемориальный музей Ф. М. Достоевского»[13]